# Hordozórakéta

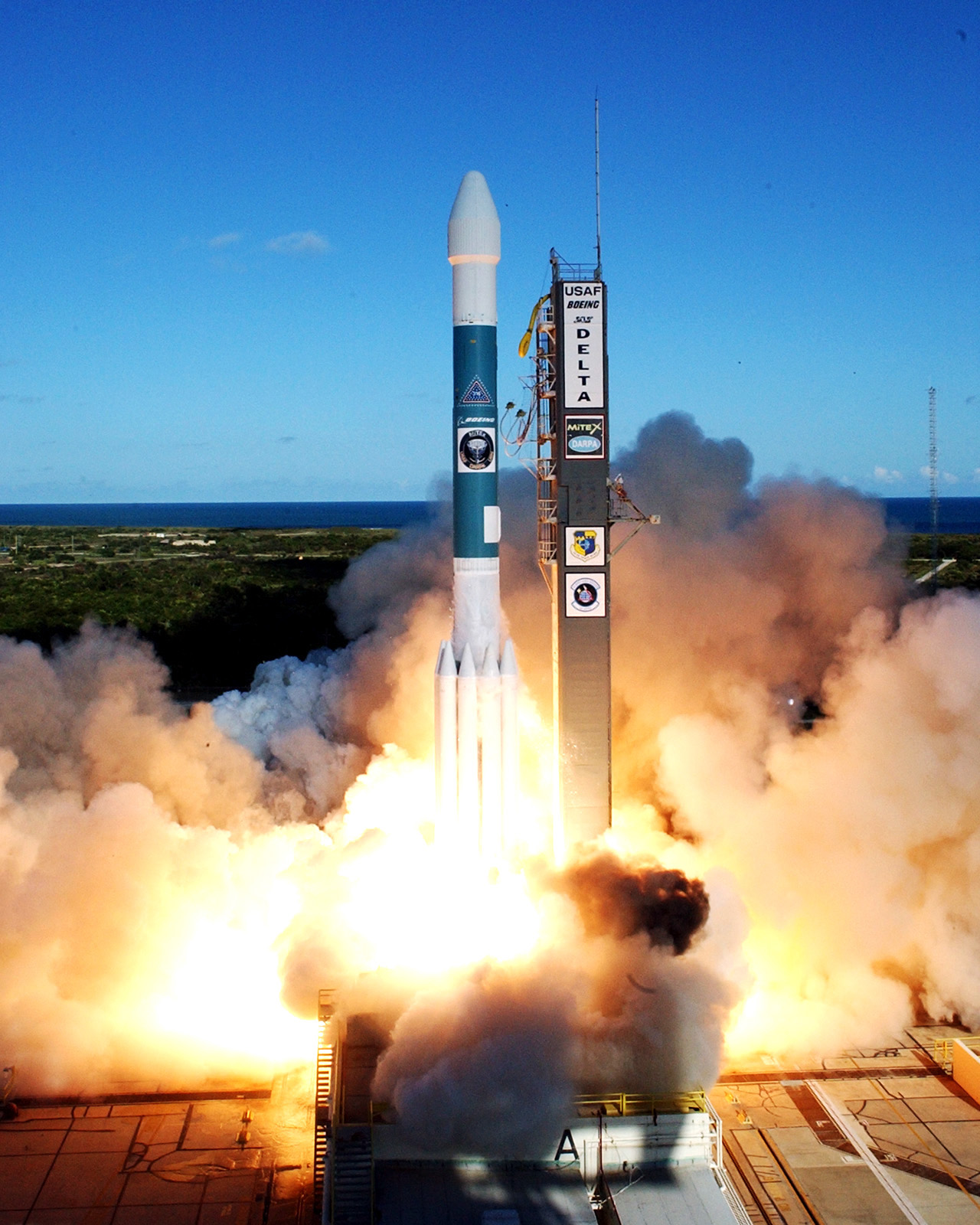
Rakétaindítás az amerikai Cape Canaveralről

Hordozórakétáknak nevezzük a földi rakományokat világűrbe juttató rakétát.

## Története
A 20. században először Németországban végeztek komoly rakétakísérleteket (többek között először ekkor hagyta el ember készítette szerkezet a Föld légkörét), a második világháború idején, ezek nyomán megszületett rakéták legismertebbike a V–2. Ez a rakéta volt számos mostani ballisztikus és hordozórakéta őse.

## Rakéták felépítése
A hordozórakéták egy, kettő vagy annál több fokozatból állnak, ami növeli a hatásfokot. (A többlépcsős rakéták gondolata és elméleti alapvetése Konsztantyin Eduardovics Ciolkovszkijtól származik.)

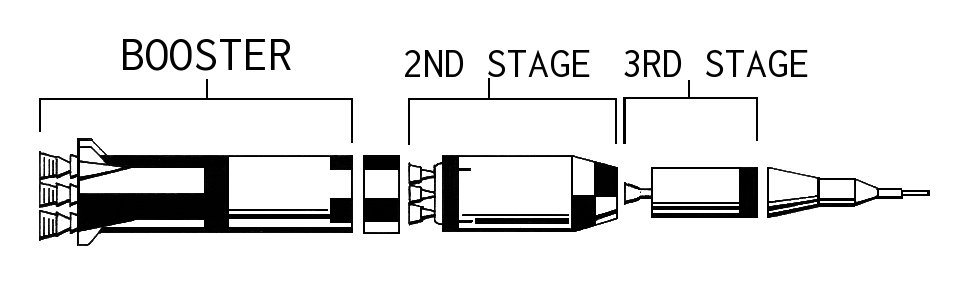
Az amerikai Saturn-5 rakéta fokozatai

A rakéták hajtóanyaga lehet szilárd, folyékony, vagy folyékony/szilárd vegyes üzemanyag.
A szilárd hajtóanyagú rakéták beindítás után nem állíthatóak le, de könnyebb kezelni őket és olcsóbbak. A folyékony hajtóanyagú rakéták kezelése körülményesebb. Az emberszállító űrhajók nagy részét folyékony hajtóanyagú rakéták juttatták el a világűrbe, mert senki sem tenne embert egy olyan űreszközre, amely indítás után nem állítható le. Egyetlen kivétel az amerikai űrrepülőgép, a Space Shuttle, amelynek a gyorsítórakétái szilárd hajtóanyagúak.

## Egyszer használható hordozórakéták
A legtöbb hordozórakétát csak egy indításra lehet felhasználni. Ezek nagy része az 1950-es évek ballisztikus rakétáinak továbbfejlesztett változata. Mivel indítás után az egész szerkezet megsemmisül, ezért elméletileg a költségek is nagyobbak. A legtöbb műholdat egyszer használható eszközzel indítják.
Sokan nem tartják szerencsésnek, hogy a „modern” hordozórakéták ballisztikus rakétákból származnak, mivel ezeket a hidegháború során építették meg, és ez vezet a hatalmas költségekhez. Egy példa erre a Titan–4, amely valószínűleg az űrkorszak legdrágább hordozórakétája (a Space Shuttle után).
Az egyszer használható rakéták általában egymás után leváló fokozatokból állnak. A kiürülő fokozatokat ezáltal nem kell magával cipelje a rakéta a további emelkedés során. Vannak egy fokozatú rakéták is, de ezek nem annyira hatékonyak.

## Többször felhasználható űrjárművek
Az első, többször is felhasználható hordozóeszköz a Space Shuttle (űrsikló) volt. Kifejlesztése és fenntartása többe került, mint ha egyszer használatos hordozórakétával juttatták volna a világűrbe az űrsiklók által szállított rakományt. 
Az USA a következő űrsiklókat építette:
Columbia, Challenger, Discovery, Atlantis és Endeavour űrrepülőgép. A Challenger 1986-ban felszállás közben felrobbant. Helyettesítésére az Endeavour-t építették meg. A Columbia 2003-ban a hővédő pajzs sérülése miatt visszatérés közben megsemmisült. A NASA bejelentette, hogy 2010-ben az űrsiklók befejezik működésüket és helyüket az Orion űrhajó foglalja el.
A Szovjetunió is kifejlesztett egy, a Space Shuttle-hoz hasonló űrsiklót, a Burant. Egyetlen, ember nélküli, sikeres startja 1988. november 15-én volt, majd a Föld körüli pályáról automatikusan visszatért és leszállt. Ezt követően gazdasági nehézségek miatt nem folytatták a programot.
A SpaceX űripari magánvállalat a Falcon 9-es hordozórakétájának első fokozatát többszöri felhasználásra tervezte. Az első fokozat a korábbi módszerekkel ellentétben a hajtóművei segítségével irányítja, majd lassítja le magát, hogy szárazföldön, vagy egy drónhajón leszállva újbóli felhasználásra kerüljön. A teljes hordozórakéta költségének csaknem 70%-át jelentő első fokozat elsőként 2015 decemberében szállt le szárazföldre, majd 2016 áprilisában egy óceánon lévő drónhajóra. 2021 tavaszáig már 79 leszállást hajtottak végre sikeresen ez első fokozatok, több eszköz már a nyolcadik repülését is teljesítette. A többszöri felhasználásnak köszönhetően a cég az alacsony működési költsége révén hamar piacvezetővé vált, ezzel is bizonyítva az újrahasznosítás jelentőségét.
A SpaceX továbbá egy következő generációs, teljes mértékben többször felhasználható rakétarendszert fejleszt, amely a Starship nevet kapta. Elképzelésük szerint a Starship olyan költséghatékony tud lenni idővel, hogy az eddig szokványos indítási költségek századrészére csökkenhetnek a jövőben.

## A rakétakutatás nagy alakjai
- Konsztantyin Eduardovics Ciolkovszkij
- Robert Goddard
- Hermann Oberth
- Wernher von Braun
- Szergej Pavlovics Koroljov

## Rakétatípusok
- Európa: Europa, Ariane, Vega

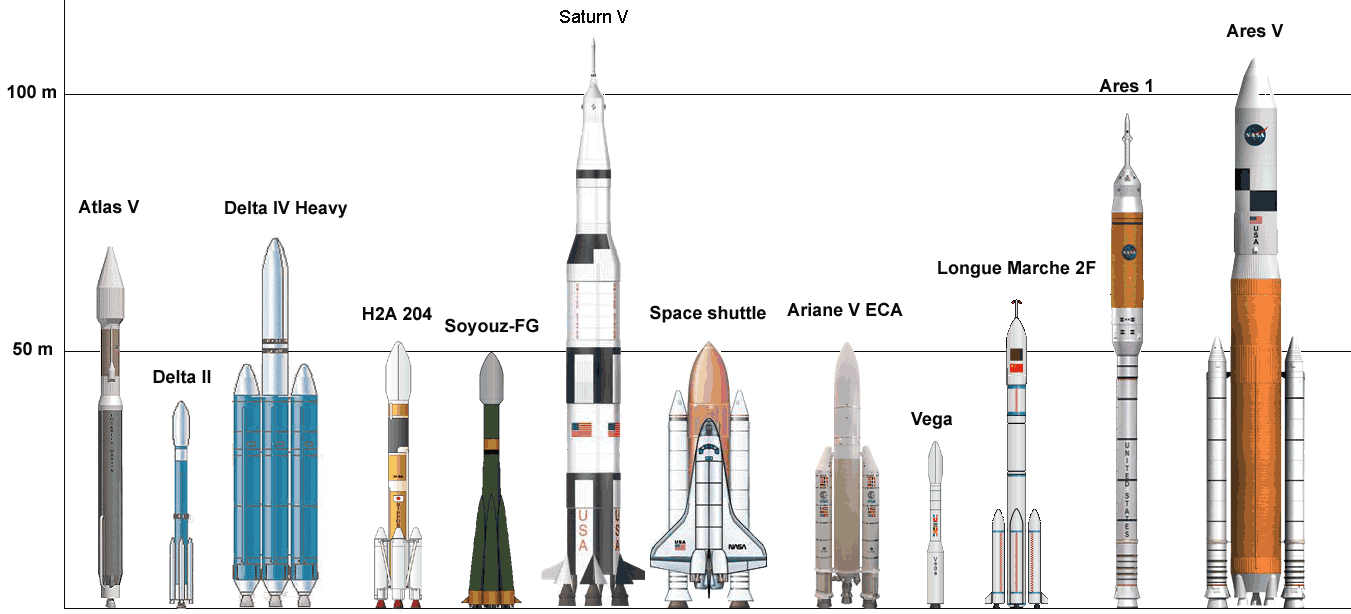
Néhány ismert rakétatípus méretének összehasonlítása

- USA: Atlas, Athena, Delta, Juno I, Pegasus, Saturn, Scout, Space Shuttle, Thor–Able, Titan, DC–X, Falcon 1, Falcon 9, Falcon Heavy
- Szovjetunió/Oroszország: Angara, Ciklon, Enyergija, Koszmosz, Luna, Molnyija, N1, Proton, Szojuz, Szputnyik, Sztart–1, Vosztok, Zenyit
- Kína: CZ–1, CZ–2, CZ–2E, CZ–2F, CZ–4A, CZ–5, CZ–7
- Japán: Kappa, Lambda, Mu, N–1, H–I, H–II, H–IIA, M–5
- India: SLV–3, ASLV, PSLV, GSLV
- Izrael: Shavit
- Ukrajna: Ciklon, Zenyit, Dnyepr
- Franciaország: Diamant
- Nagy-Britannia: Black Arrow

## Külső hivatkozások
- Tervezett rakétaindítások világszerte